# Дюковский сад
Дюковский сад — городской парк Одессы.
Расположен на склоне Водяной балки на слободской стороне города. Площадь около 25 га.
Дюковский парк ведёт своё существование с 1810 года. Именно на этом месте тогдашний градоначальник Одессы герцог де-Ришельё устроил себе загородную резиденцию. Его сад недолго был частным, потому и превратился в парк.

## История
Один из самых старых одесских парков. Разбит в 1810 году по приказу Дюка де Ришельё, генерал-губернатора Новороссии и Бессарабии, у его загородной резиденции.
Парк в разные времена назывался по-разному: Ришельевская дача, Дюковский сад, Ришельевский сад, Городской сад, Дюковский парк, парк «Победа». Парк расположен в 3-х уровнях: нижнем — вдоль Балковской улицы, среднем — на самом склоне (не очень крутом, местами с искусственными террасами) и верхнем — плоском. От главного входа ведёт аллея, переходящая в лестницу с площадками, от которых отходят боковые аллеи. Внизу, слева от входа, довольно большой продолговатый пруд (200 на 50 м) с островком, питающийся от пресного ключа, вытекающего из склона.
Главная аллея-лестница приводит на обширную центральную площадь с большим каменным павильоном и ещё несколькими строениями за ним, менявшими своё назначение в разное время.
В издании «Южная мысль» от 17 сентября 1911 года отмечалось: «Вы, конечно, знаете огромную, запущенную, испещренную грязными канавами, с отбросами, местность, которая зовется Дюковским садом. Умирают памятники, гибнут образы прошлого, а наши муниципалы, вместо того, чтобы сохранить их, дают им гибнуть до основания».
После окончания Великой Отечественной войны, в 1949 году, парк был реконструирован и получил новое название — «Парк Победы».
В 1950-х годах в парке проводились областные сельскохозяйственные выставки. Собственно для этих выставок и были построены павильоны.
В 1989 году парк был переведён на хозрасчёт.
Здесь снимались многие эпизоды советских фильмов «Весна на Заречной улице» и «Неподдающиеся» (1959, Мосфильм, реж. Юрий Чулюкин)